# Bâche (abri)
Pour les articles homonymes, voir Bâche.

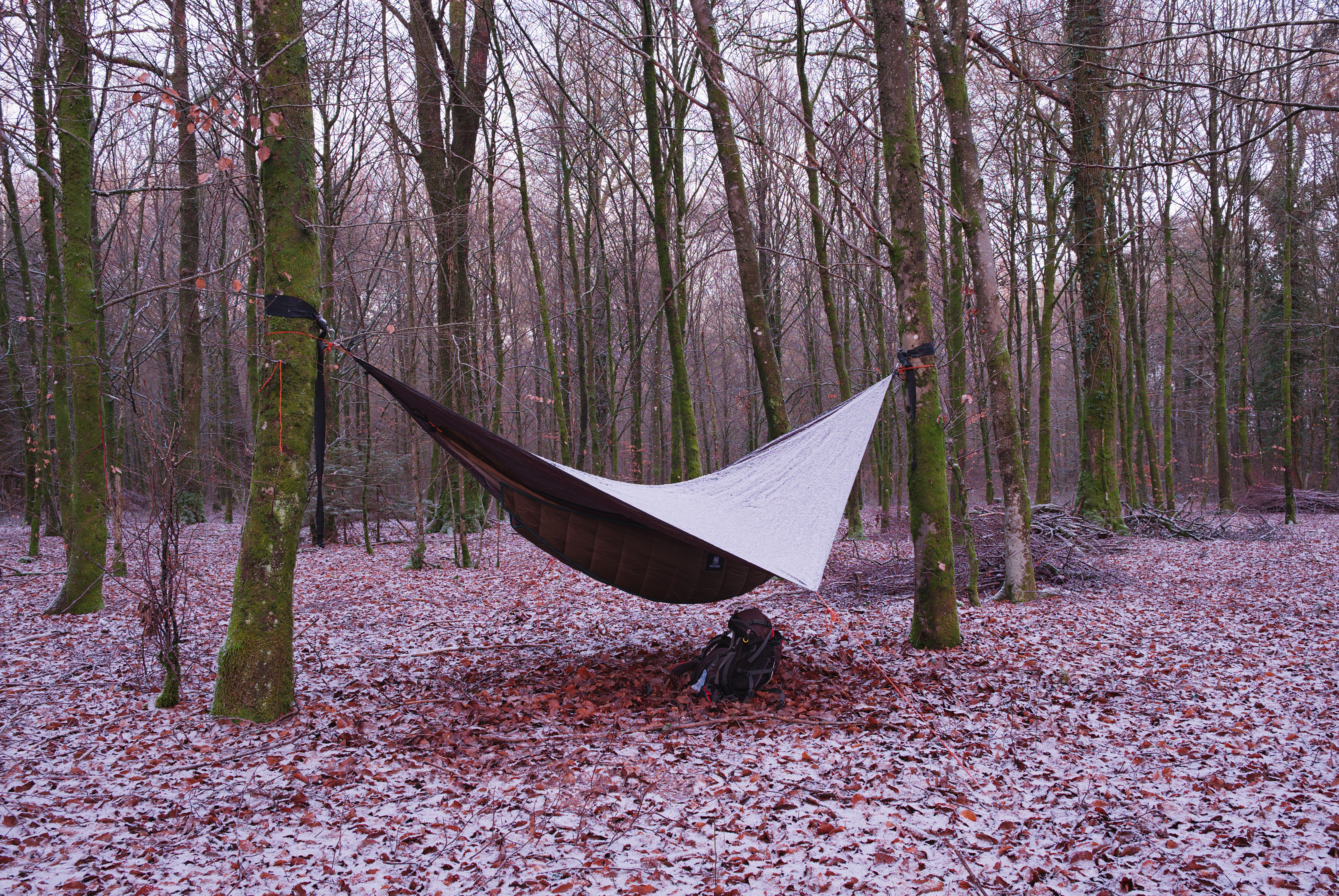
Un tarp recouvrant un hamac lors d'un bivouac en forêt.

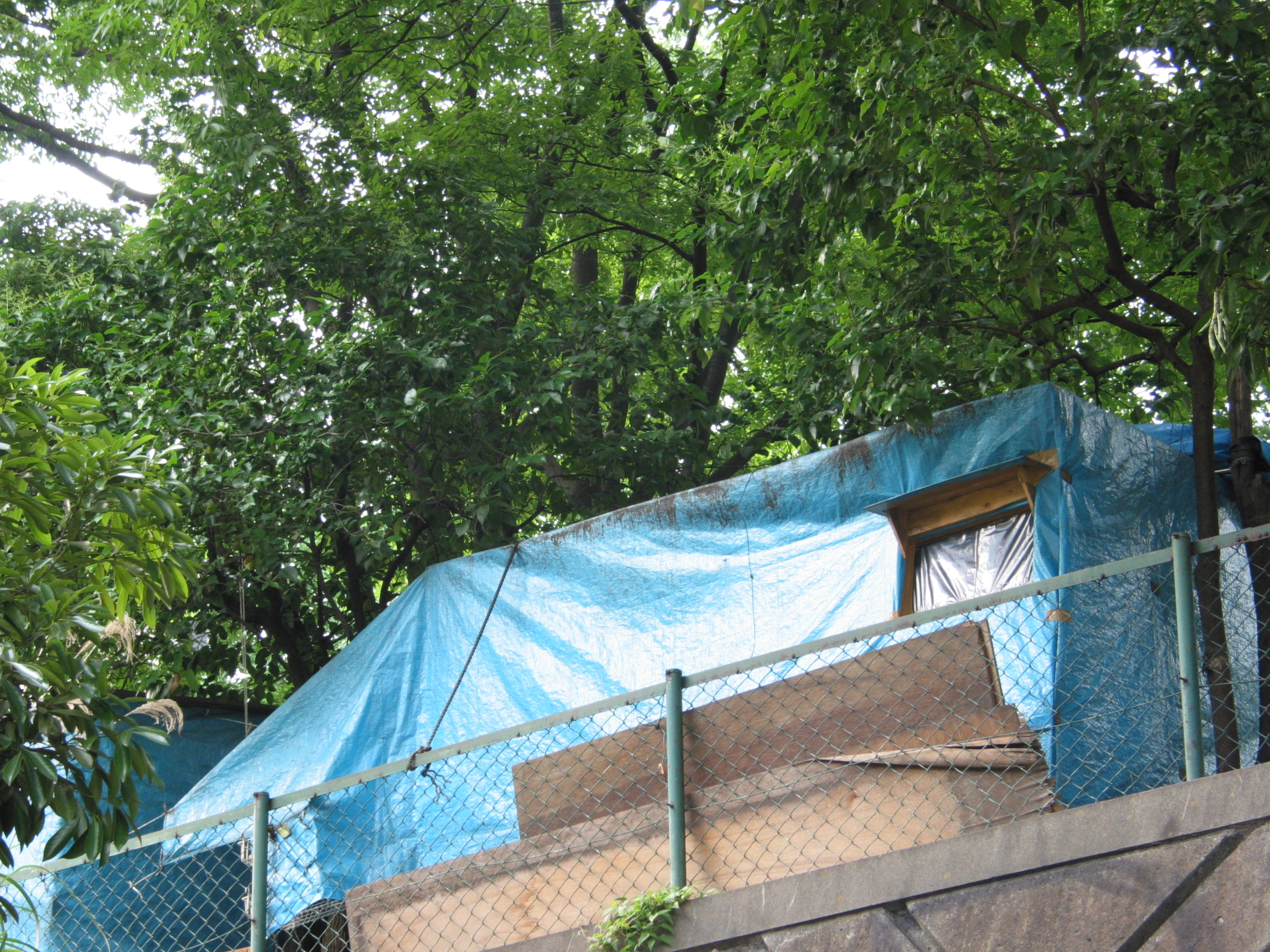
Abri de fortune à Tokyo.

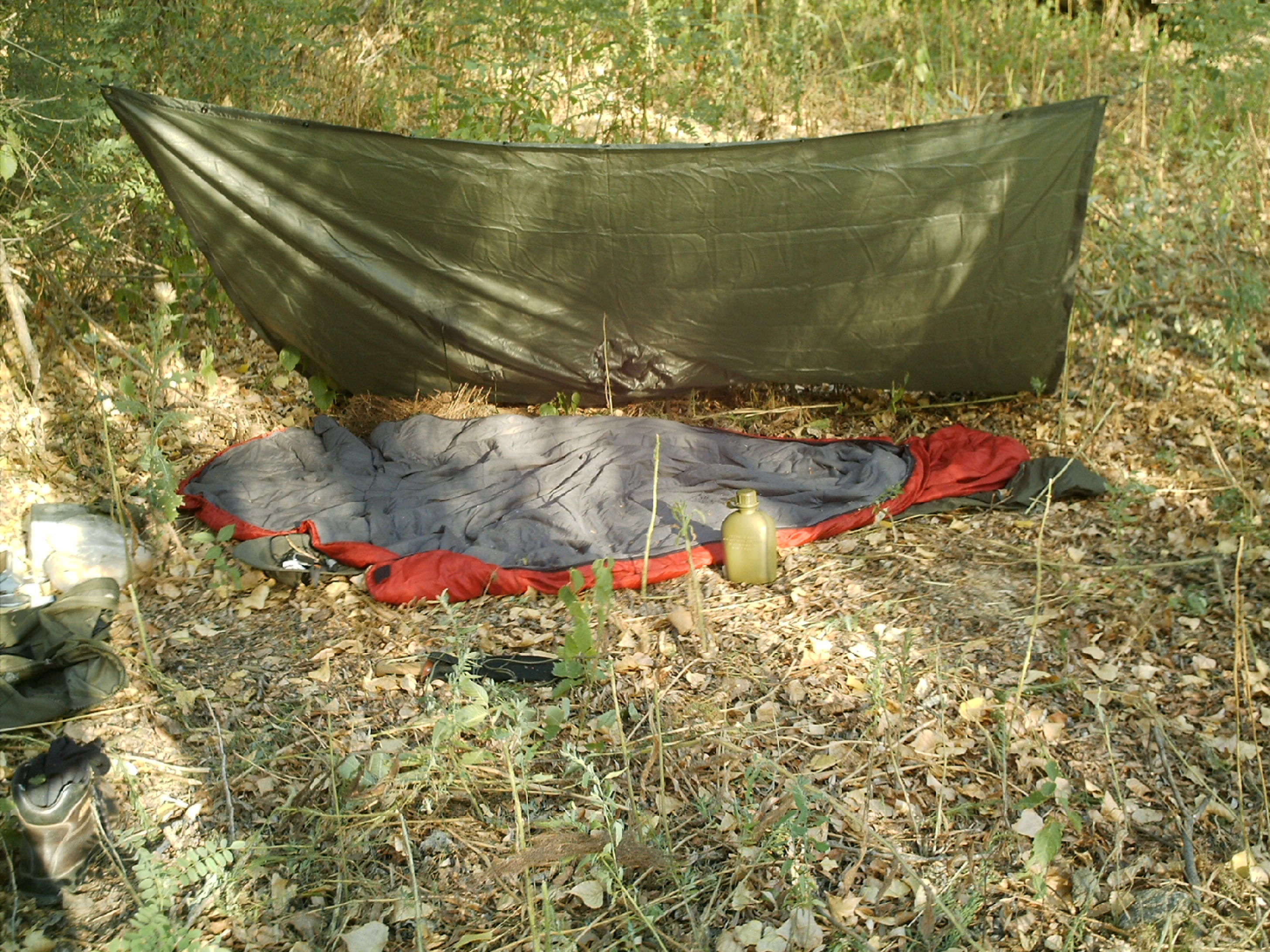
Abri de bivouac ultra-léger composé d'un poncho.

La bâche, appelée aussi tarp, est un abri léger et nomade composée d'une toile tendue (une bâche) protégeant de la pluie et du vent. Elle est utilisée pour pratiquer le bivouac, ou comme abri de fortune. 

## Étymologie anglophone et acronyme
En anglais, le terme de « tarp » découle de l'association de tar (goudron en anglais) et pall (tissu en anglais, d'où tarpaulin) et se réfère à une toile utilisée par les marins, lourde, recouverte de goudron pour en assurer l'étanchéité.
Le terme simplifée tar pourrait être à l'origine du nom Jack Tar donné aux marins anglais.
En français, on emploie un rétroacronyme pour tarp : tout abri rapide à planter.

## Caractéristiques
L'abri peut être monté sous différentes formes suivant les besoins, (Par exemple en canadienne, ou en demi-tipi) grâce à un ensemble de mats et de haubans se fixant à la toile par des œillets.
La bâche bon marché est typiquement en polyéthylène laminé, typiquement 80 g/m2 et 250 g/m2, très souvent de couleur bleue. Le silnylon (en) est apprécié pour sa légèreté, ce matériau montre une bonne sa résistance à la tension mais se perfore plus facilement.
À l'origine, sa composition était purement en coton, et la couleur orange était la plus fréquente. Pour cette raison, quand l'industrie passa à la résine synthétique, l'orange prédomina pendant quelque temps, jusqu'en 1965. Plus tard, la couleur fut changée pour le bleu, en partie pour son rapprochement avec les couleurs du ciel et de l'océan dans un contexte marin.

## Applications
Ces toiles se retrouvent utilisées dans de nombreux contextes autres que la navigation :
- au Japon, elles sont un des éléments essentiels que les sans-abris utilisent pour fabriquer leurs abris. Deux livres ont d'ores et déjà été consacrés à ce sujet (Tokyo Blues de Nurri Kim (ISBN 9780982438305), Zero Yen House de Kyohei Sakaguchi (ISBN 9784898151174)) ;
- dans le domaine de la randonnée ou du bushcraft, le tarp désigne de façon générique une toile résistante et imperméable utilisée pour dresser un abri temporaire ou semi-temporaire, notamment pour dormir. Contrairement à une tente, un tarp n'est pas une protection fermée englobante. Sur le plan de la terminologie, un tarp fait référence à l'abri tout entier (toile, montants et fixations) et on dit « dormir sous tarp. »